# Spermogonium

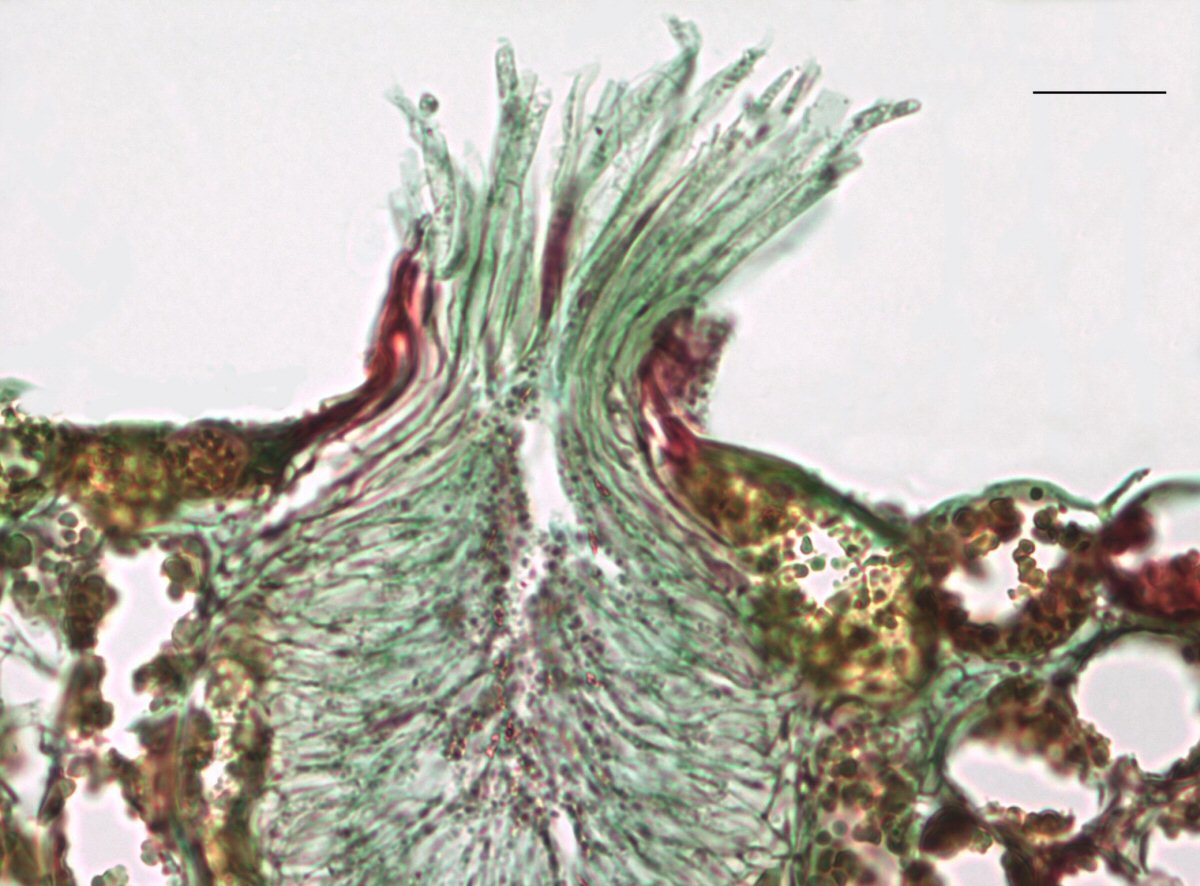
Spermogonium van zwarte roest (Puccinia graminis)

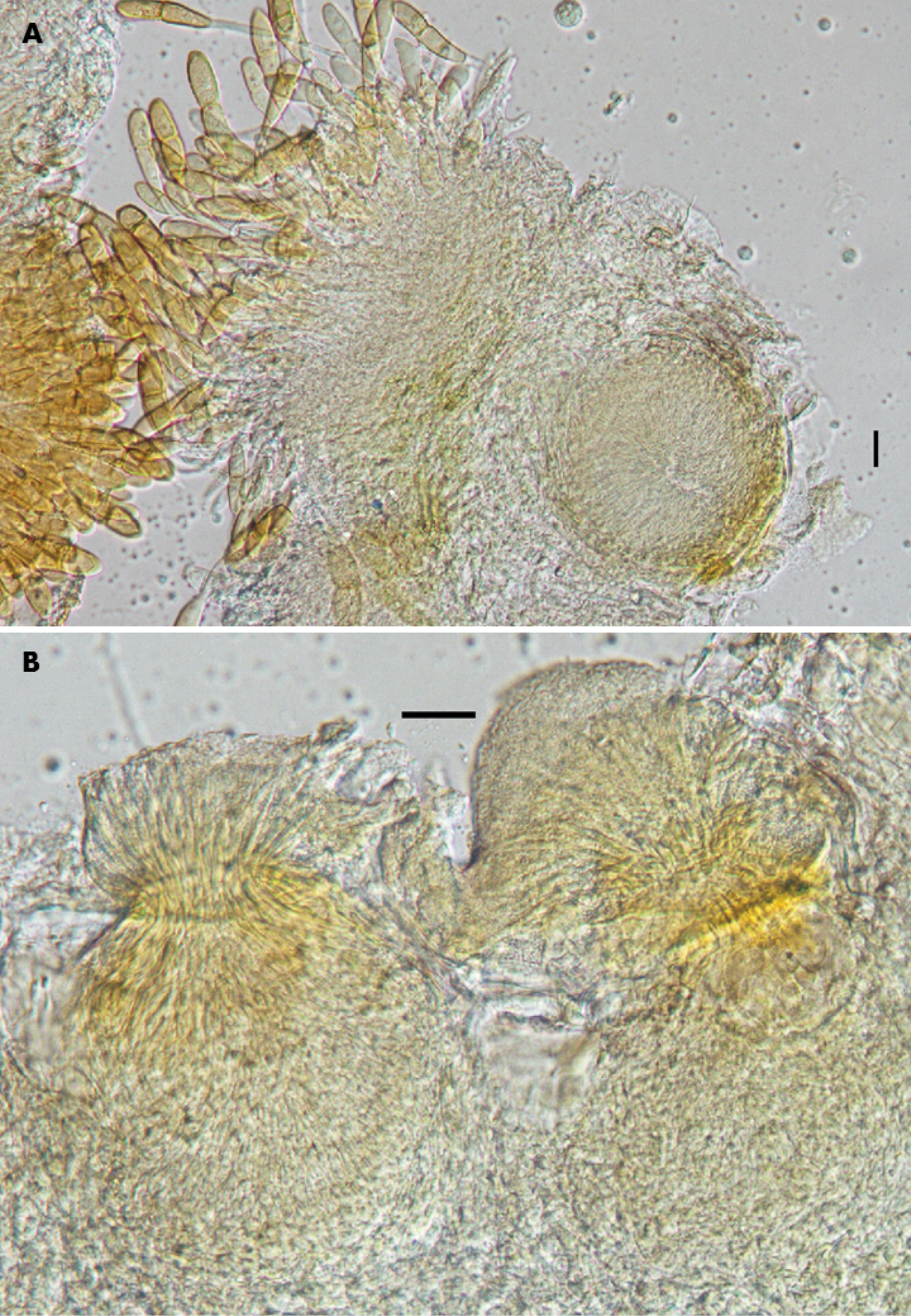
A Spermogonium met spermatiën en links een telium B Spermogonia met spermatiën. schaalstreep: 25 µm. Van Puccinia modiolae op Modiola caroliniana

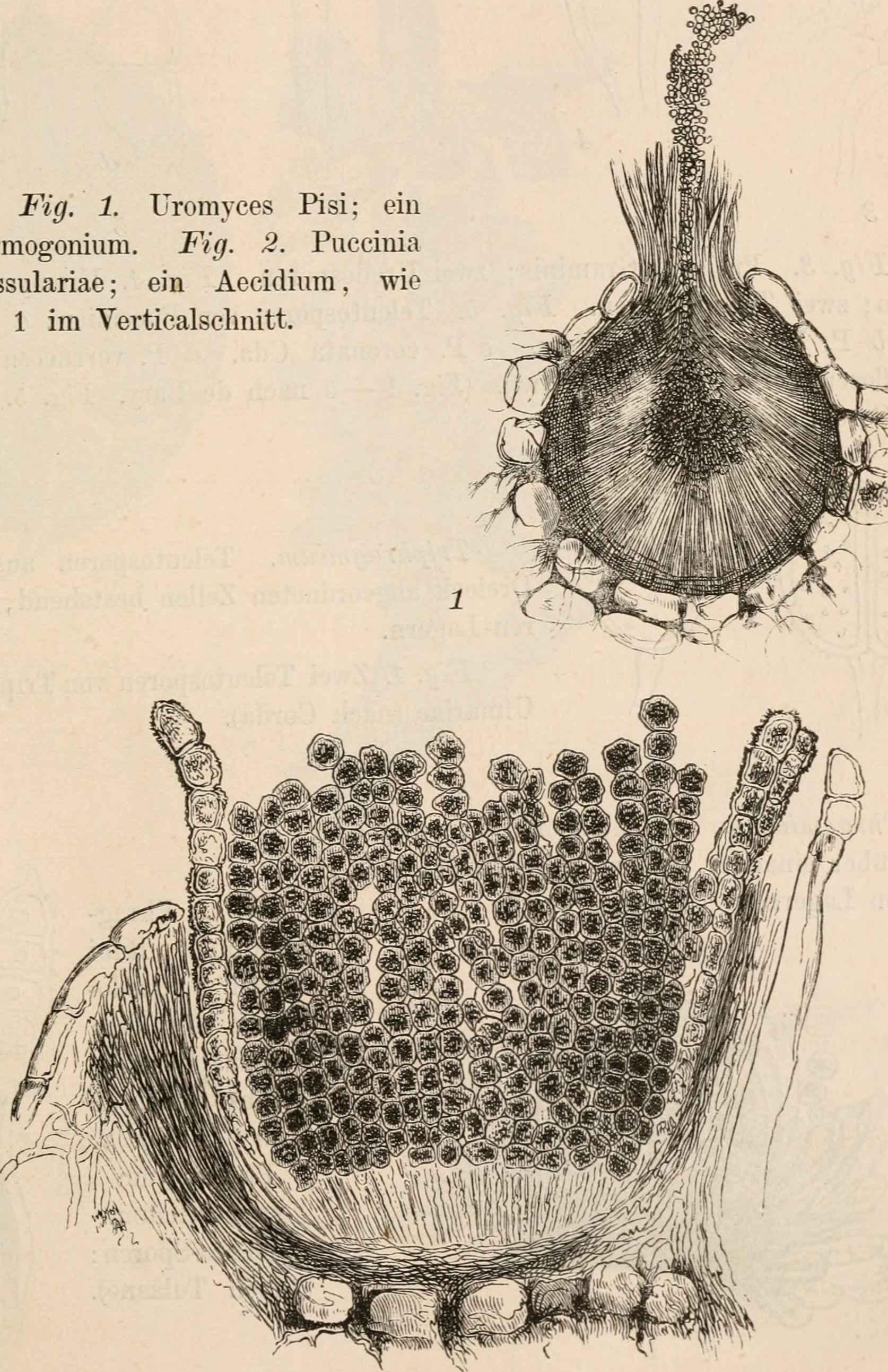
Fig. 1. Uromyces pisi; een spermogonium. Fig. 2. Puccinia grossulariae; een aecium

Een spermogonium of pycnium (meervoud spermogonia of pycnia) is een vruchtlichaam van de roesten (Pucciniales), waarin de spermatiën en de receptieve hyfen gevormd worden. Een spermogonium wordt gevormd door een basidiospore na kieming en infectie van de waardplant. De spermogonia zijn te zien als kleine, donkere wratten op bladeren, stengels en vruchten van de waardplant. In 1927 ontdekte John Hubert Craigie voor het eerst, dat de receptieve hyfen en spermatiën gameten zijn.
Spermatiën zijn de eerste eenkernige, haploïde sporen in de levenscyclus van de schimmel. De spermatiën worden verspreidt door de wind of door insecten. Voor de verspreiding door insecten produceert een spermogonium een suikerrijke vloeistof. Als een spermatium van een ander paringstype op een receptieve hyfe van het spermogonium komt, wordt door celdeling een tweekernig mycelium gevormd, dat nog wel haploïde is. Dit tweekernige mycelium vormt vervolgens een aecium.
Spermogoniën hebben verschillende vormen. Er zijn ronde en knuppelvormige spermogonia. De sporen vormende laag kan schotelvormig dan wel vlak zijn. De sporenvormende laag produceert door mitose de spermatiën en groeit in het begin onder de epidermis van de waardplant.
De code voor spermogonia van de determinatiesleutel is O en die voor spermatiën is Osp.

## Levenscyclus
Vlak voor het afsterven van de plant of plantendelen worden telia (enkelvoud: telium) met teleutosporen gevormd. De gesteelde teleutospore is tweecellig en heterothallisch. De teleutospore kiemt in het voorjaar en vormt een basidium met basidiosporen. De basidiospore infecteert de waardplant en vormt daar een spermogonium met spermatiën en receptieve hyfen. Na bevruchting van een receptieve hyfe van het spermogonium door een spermatium met een ander paringstype wordt een aecium met haploïde-dikaryotische aecidiosporen gevormd. Ook kan er een aecium gevormd worden uit twee paringshyfen met verschillend paringstype. De aecidiospore kiemt en infecteert de waardplant, waarna uredinia gevormd worden. Een uredinium vormt de uredosporen, die weer nieuwe infecties geven. Vlak voor het afsterven van de plant of plantendelen gaan de uredinia over in telia.

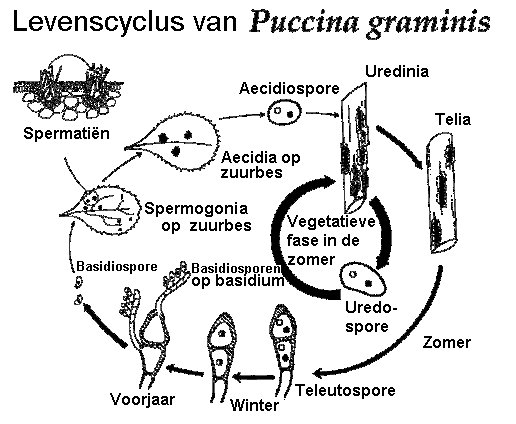
Levenscyclus zwarte roest

## Hyperparasitering
Spermogonia kunnen worden gehyperparasiteerd door onder andere:
- Cladosporium uredinicola

## Fotogalerij
Aantasting van stamboon en pronkboon door roest (Uromyces appendiculatus var. appendiculatus).

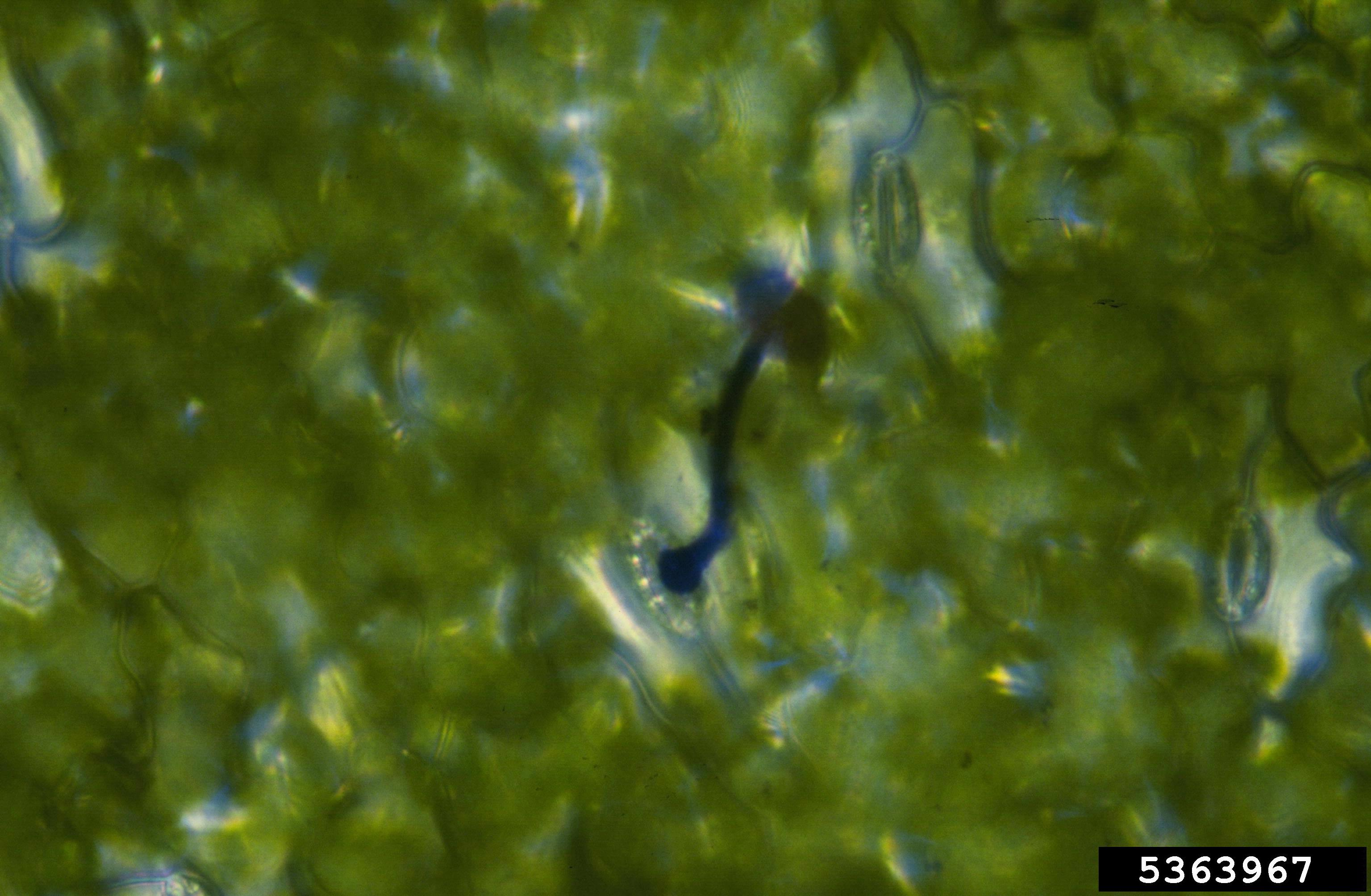
Kiembuis uredospore met appressorium
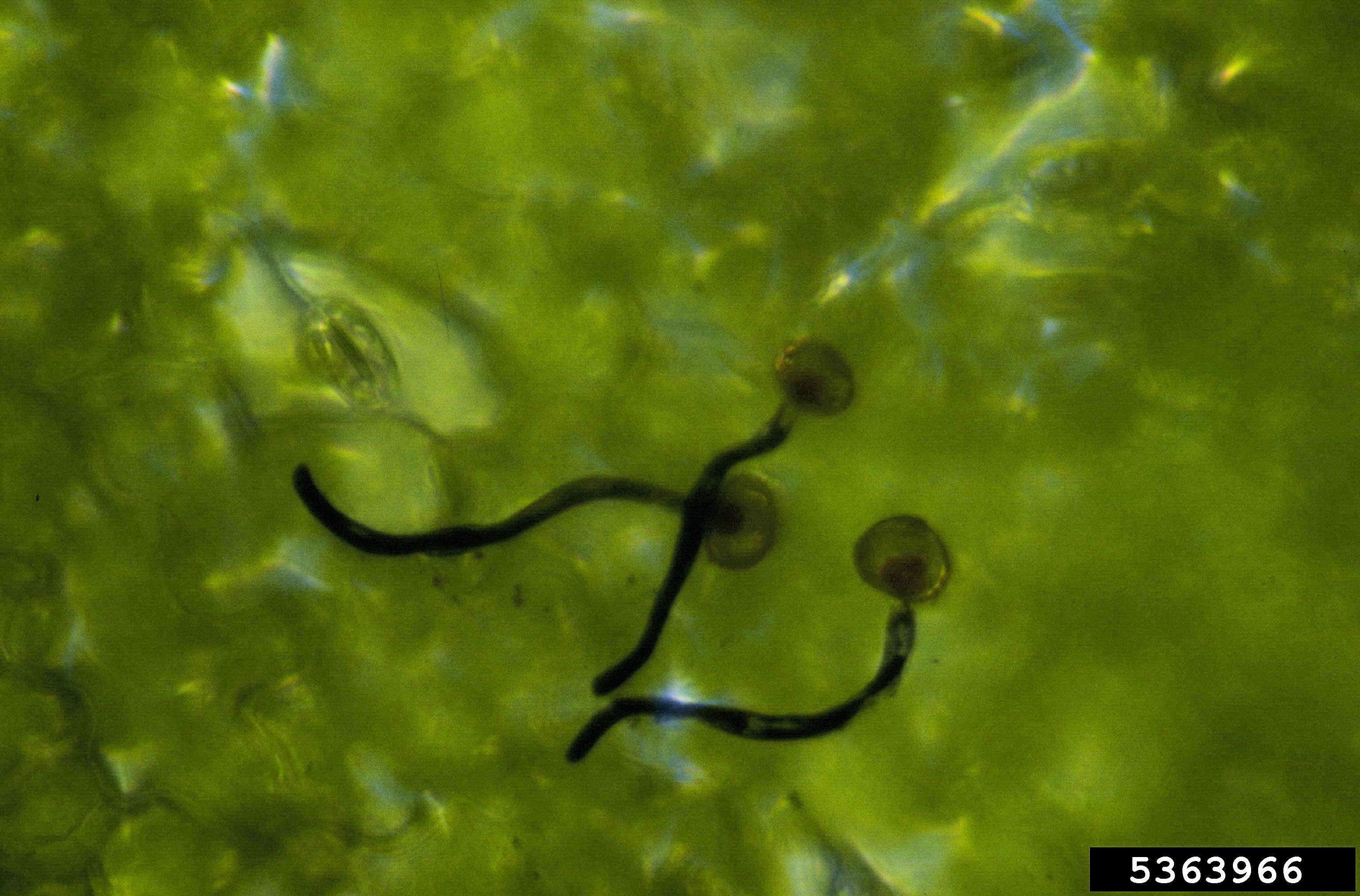
Kiembuizen uredosporen
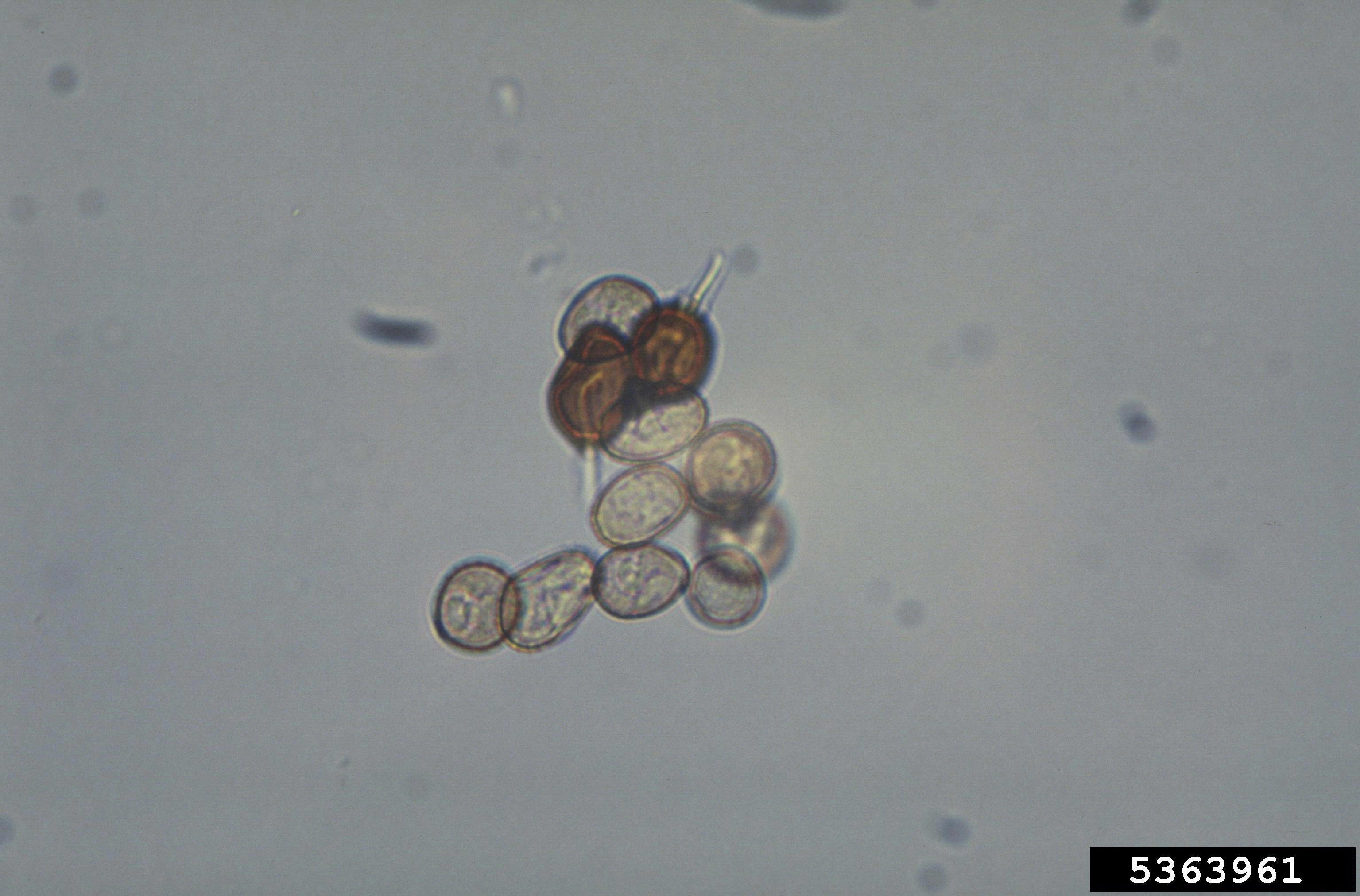
Uredosporen (licht gekleurd) en teleutosporen (donkergekleurd)
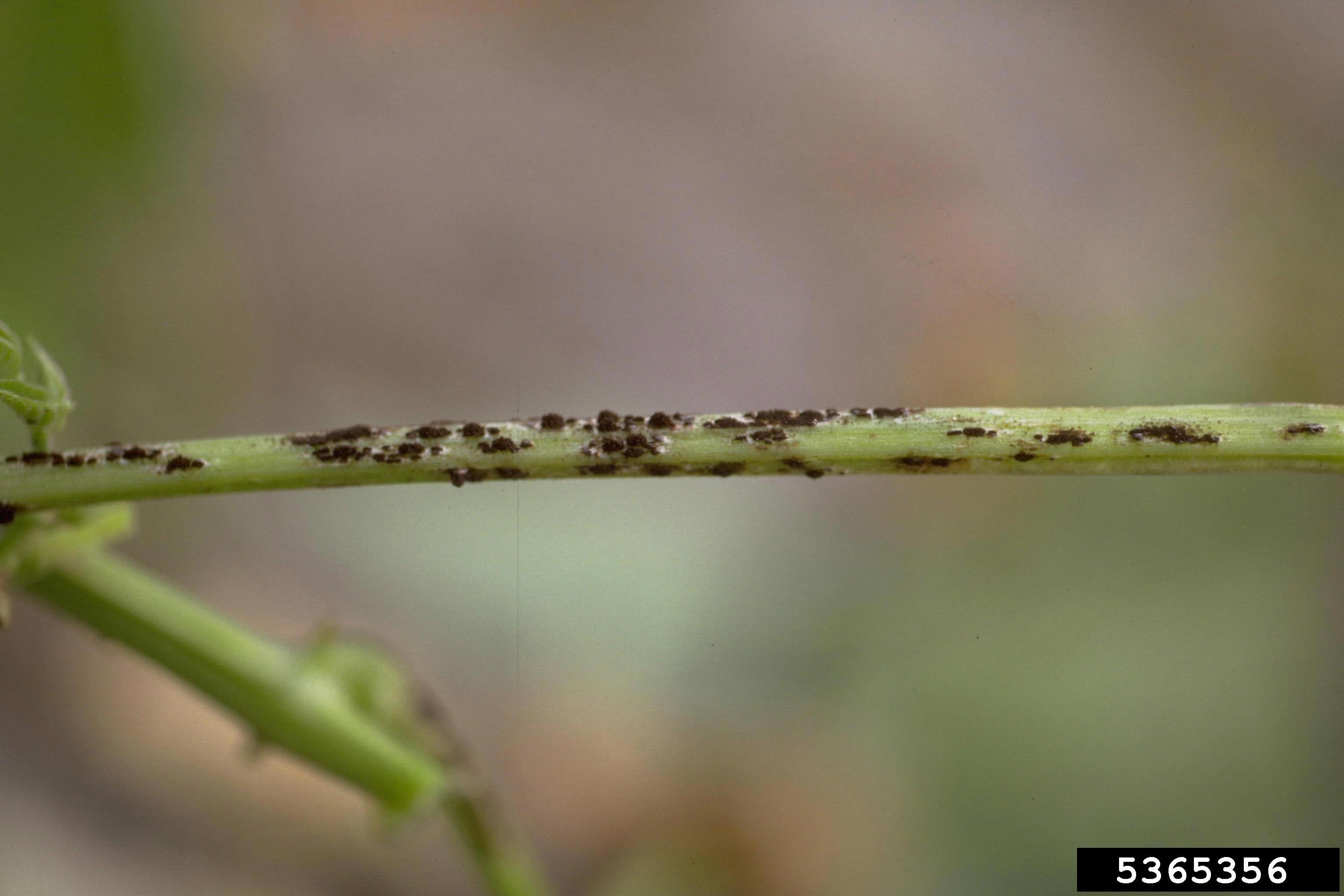
Telia
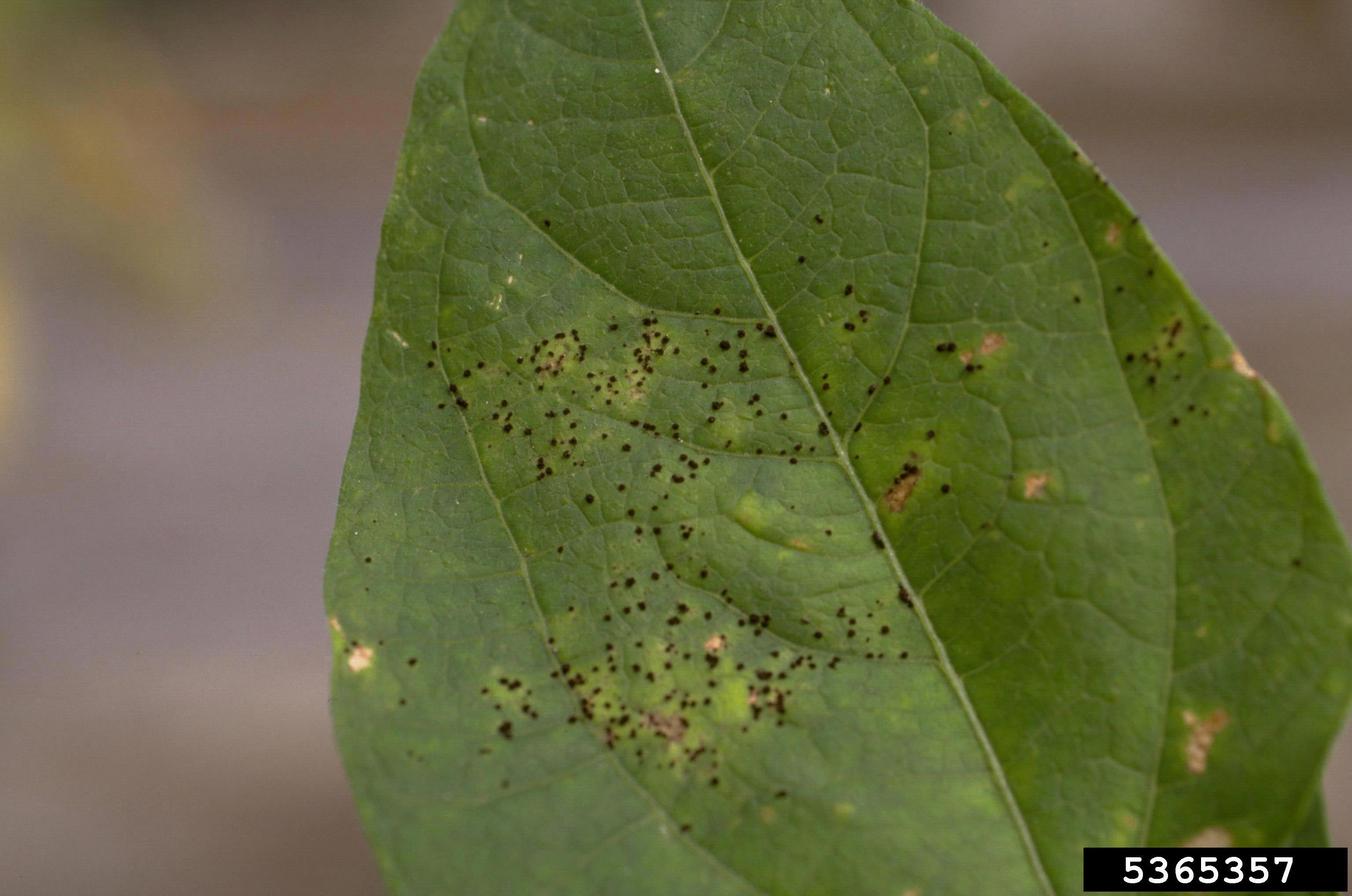
Telia
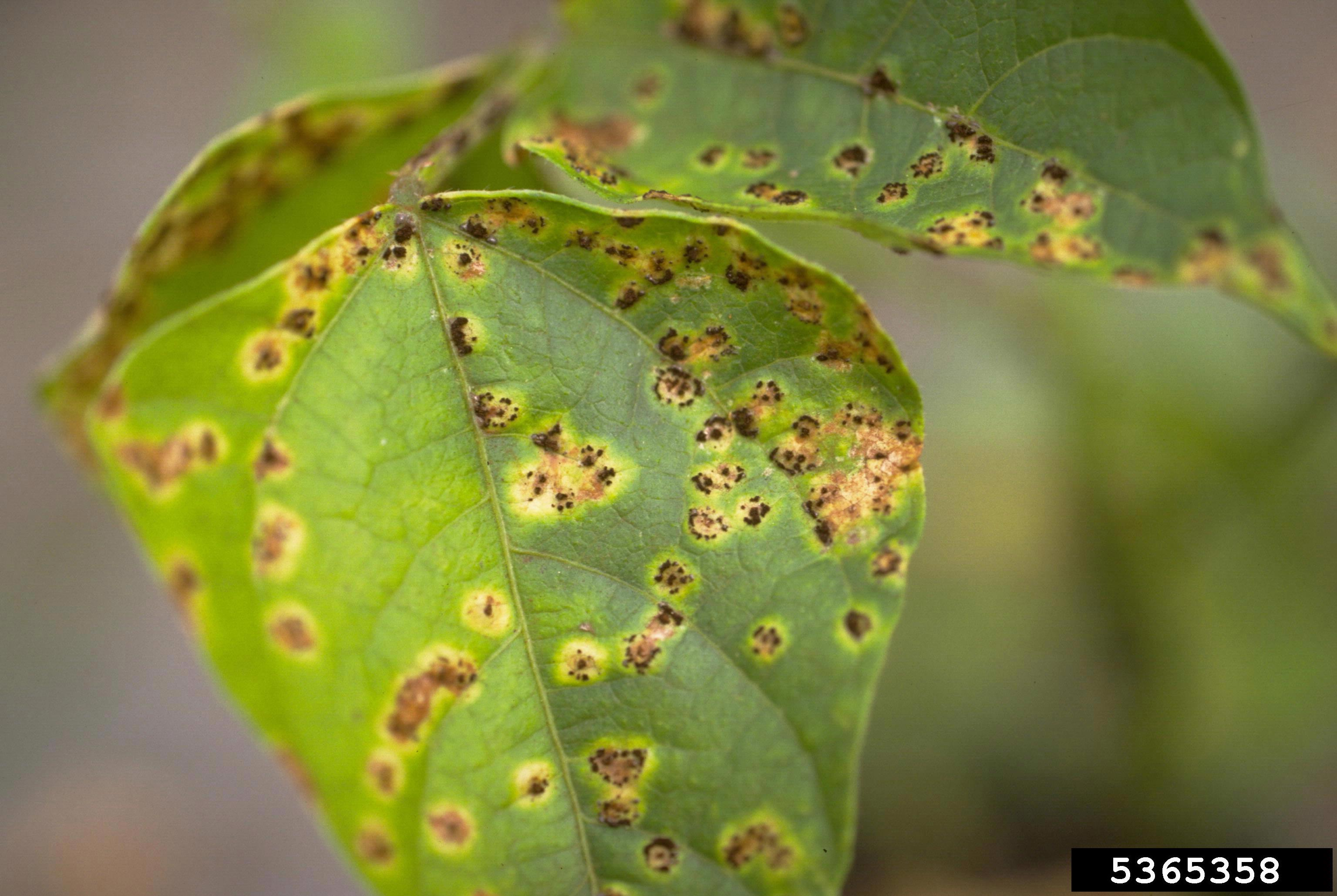
Telia
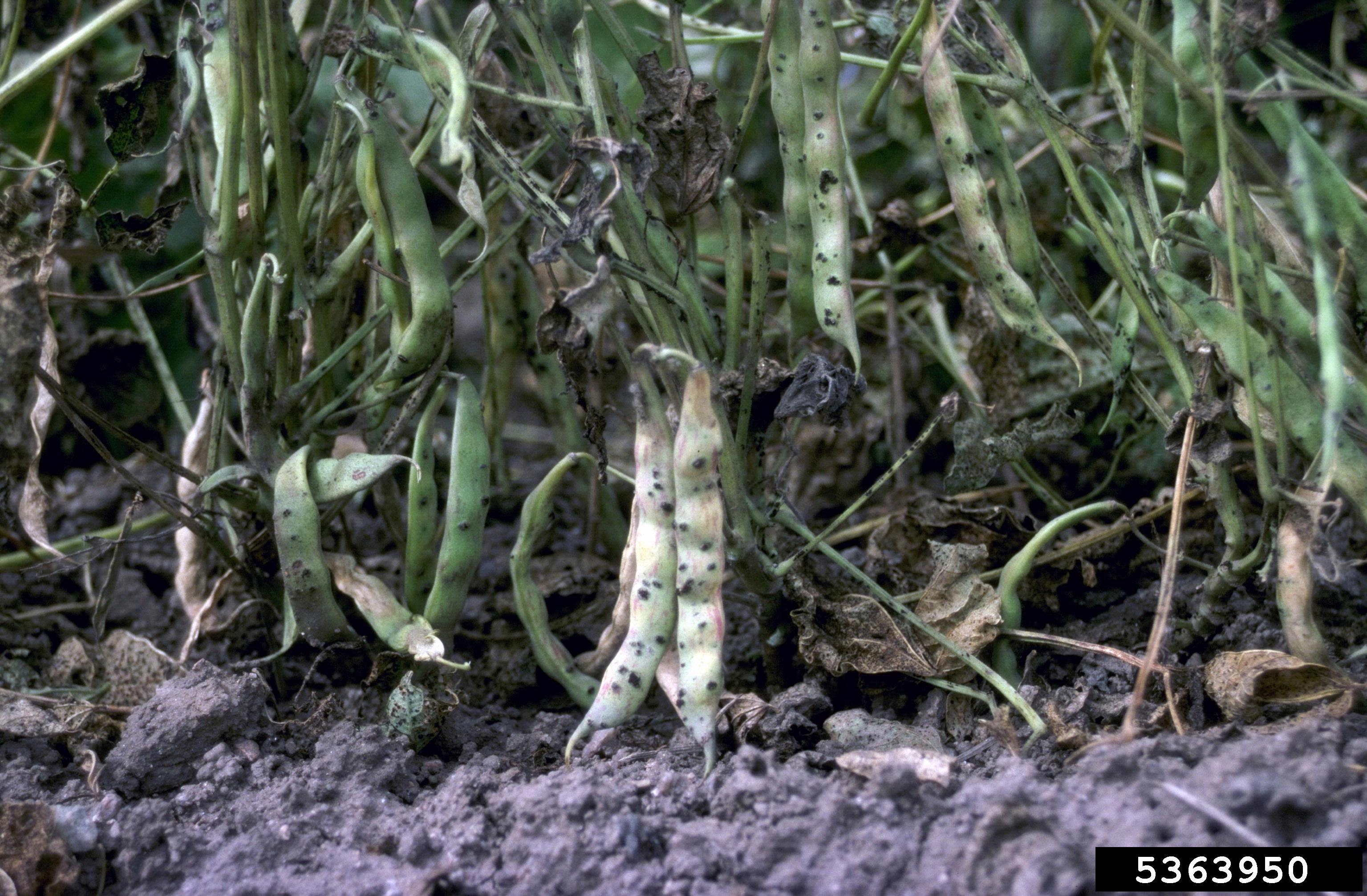
Telia
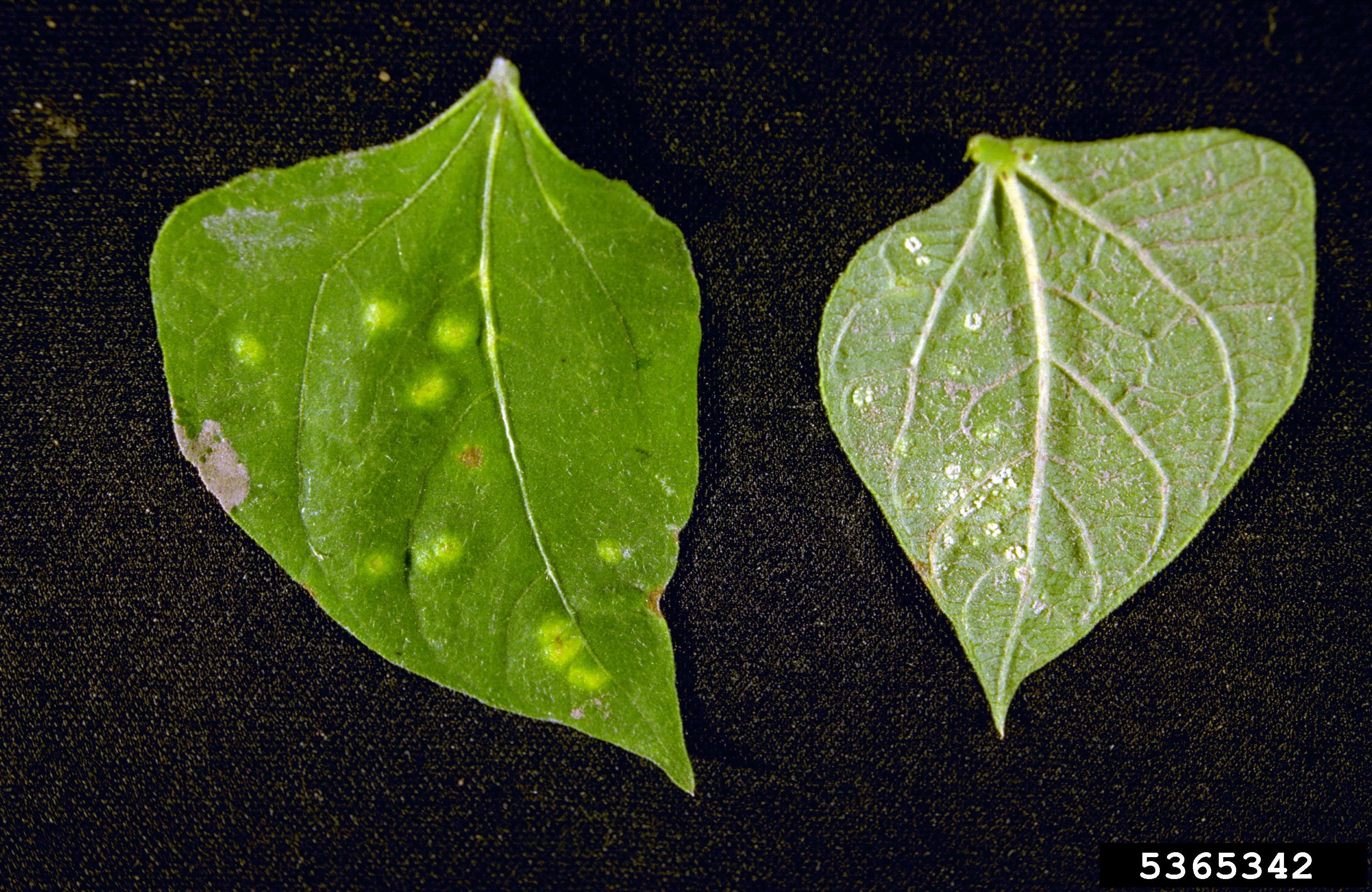
Spermogonia (links) en Aecidia (rechts)
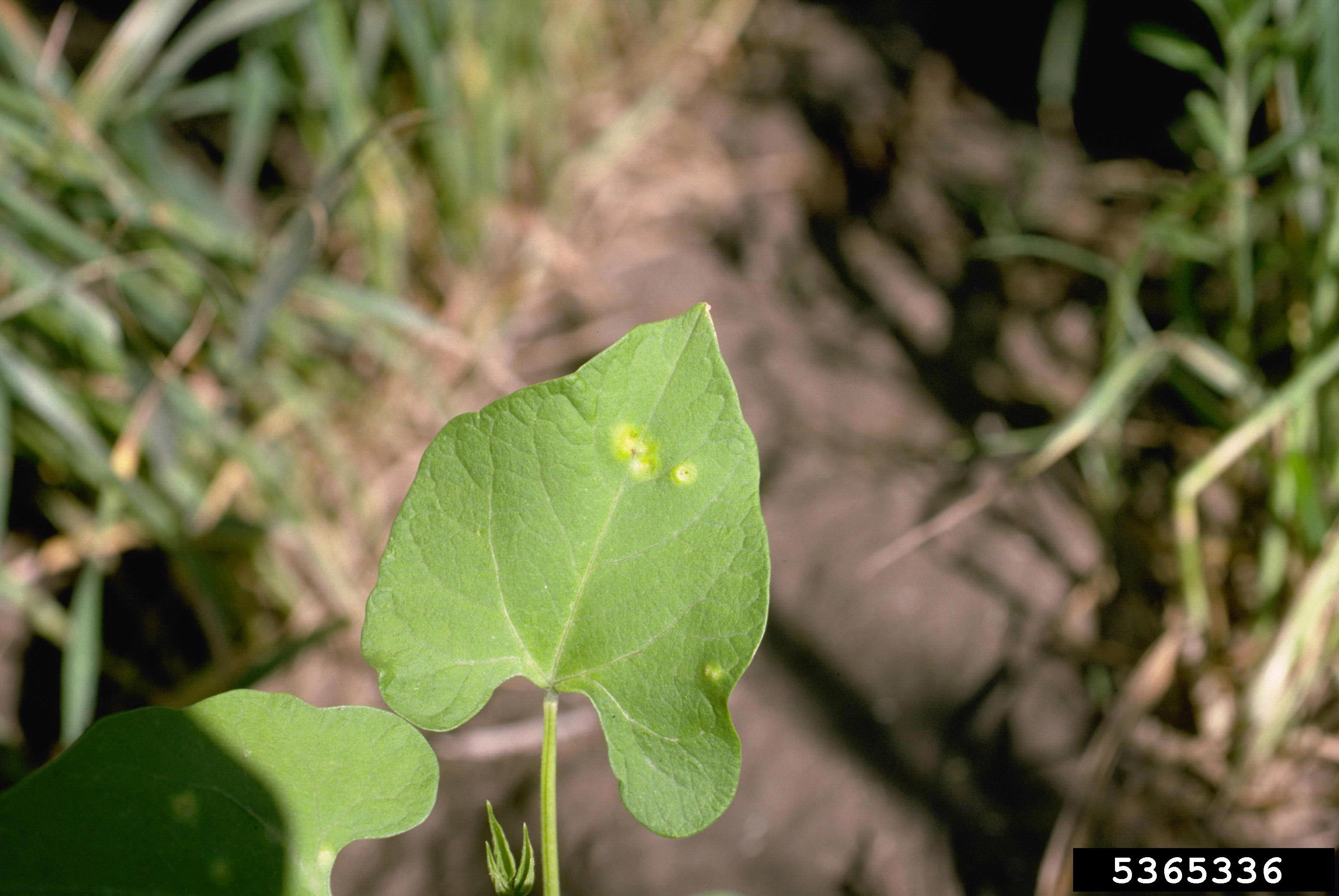
Spermogonia
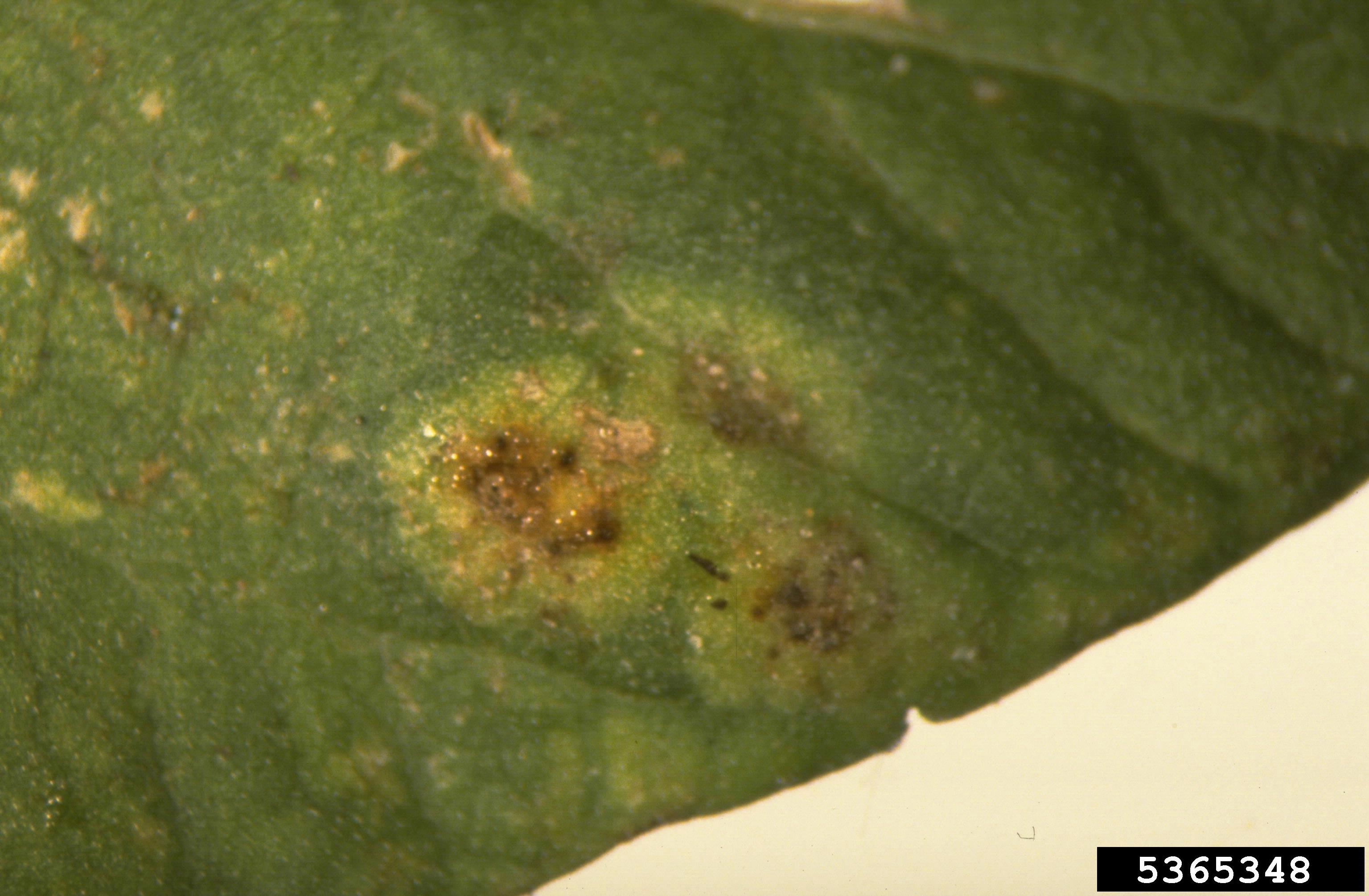
Spermogonium
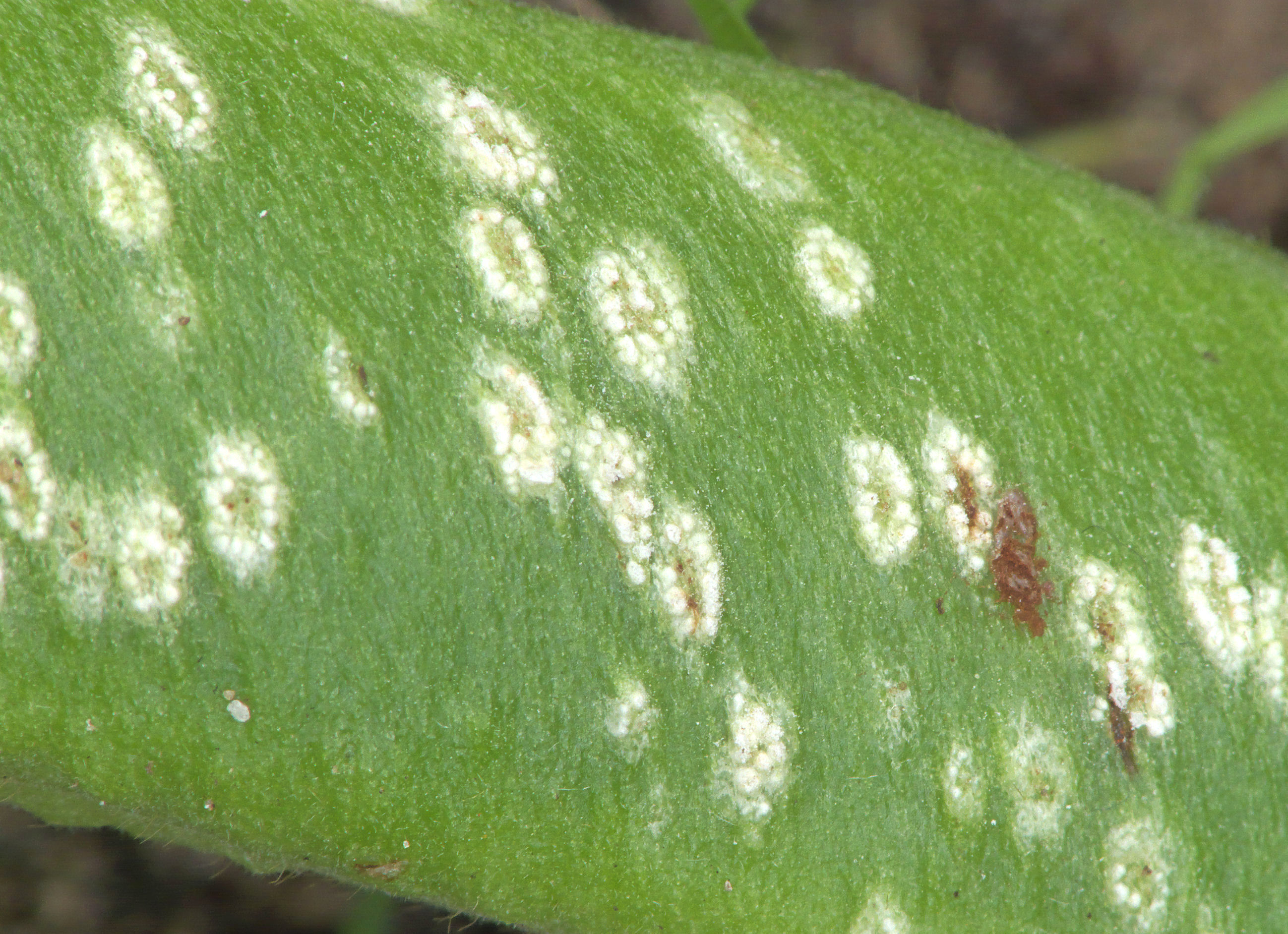
Aecidia op de peul van pronkboon